# Jamie Hamilton (football)
Pour les articles homonymes, voir Jamie Hamilton et Hamilton.
Jamie Hamilton, né le 1er mars 2002 à Newton Mearns en Écosse, est un footballeur écossais qui évolue au poste de défenseur central à Hamilton Academical.

## Biographie

### Hamilton Academical
Jamie Hamilton est formé par l'Hamilton Academical. Il joue son premier match en professionnel lors d'une rencontre de Scottish Premiership contre Motherwell FC, le 24 août 2019. Il est titularisé en défense centrale mais est expulsé au bout de vingt minutes de jeu. Son équipe s'incline par trois buts à un.
Le 24 novembre 2019, il prolonge son contrat jusqu'en 2022 avec son club formateur. Considéré comme l'un des joueurs les plus prometteurs du championnat écossais, Hamilton est suivi par de nombreux clubs en Angleterre comme Brighton & Hove Albion ou l'Everton FC en 2020.
Lors de la saison 2020-2021 Hamilton ne peut empêcher la relégation de son équipe en deuxième division, le club étant officiellement relégué le 16 mai 2021 après une défaite face au Kilmarnock FC (0-2),.
Le 16 avril 2022, lors d'une rencontre remportée par son équipe face au Greenock Morton FC (0-1), Hamilton sort sur blessure. Touché sérieuseent au genou, sa saison 2021-2022 est dès lors terminée et il est éloigné des terrains pour de longs mois.

### En sélection
De 2018 à 2019, Jamie Hamilton est sélectionné à huit reprises avec l'équipe d'Écosse des moins de 17 ans. Pour son premier match, le 19 août 2018 contre la Russie, il officie comme capitaine et inscrit le but de la victoire, le seul de la partie.
En août 2019, Hamilton est retenu pour la première fois avec les moins de 19 ans. Il joue son premier match avec cette sélection le 9 octobre, face à la Biélorussie (2-2). Trois jours plus tard contre Andorre, pour sa deuxième sélection, il marque son premier but, et son équipe s'impose par deux à zéro.